# Европейский суд (Европейский союз)
Европейский суд (англ. European Court of Justice) — высшая инстанция Суда Европейского союза, решения которой не могут быть обжалованы.
Европейский суд в Люксембурге был одним из первых институтов Европейского объединения угля и стали, основанных Парижским договором 1951 года. Римский договор 1957 года обязал его следить за выполнением всех европейских договоров.
В состав Суда входят по одному судье от каждого государства-члена (после последнего расширения — 27), которым помогают 11 генеральных адвокатов. Судей и адвокатов назначают при общем согласии государств-членов на шестилетний срок. Суд может заседать в палатах или собираться на пленарные заседания для рассмотрения особенно важных или сложных дел и по требованию государств-членов.
Председателем Европейского суда с октября 2015 года является Кун Ленартс.

## Функции
Европейский суд выполняет следующие функции:
— проверяет на соответствие договорам документы, изданные европейскими институтами и правительствами;
— толкует право союза по запросу национальных судов (в рамках преюдициальной процедуры — национальный суд обращается в Европейский суд в случае, если в национальном разбирательстве возник спор о том, как применять законодательство ЕС);
— рассматривает споры между Еврокомиссией и государством-членом;
— рассматривает нарушения государством-членом учредительных договоров ЕС по обращению других государств-членов;
— рассматривает законность законодательных актов Совета, Комиссии, Европейского центрального банка.
В 1993—2009 годах в Европейский суд ежегодно поступало 200—300 преюдициальных вопросов.

## Юридическая сила решений Европейского суда
В решении 1964 года («Costa v. ENEL») Европейский суд постановил: «в отличие от обычных договоров Договор об учреждении Европейского экономического сообщества (ЕЭС) создал свою собственную правовую систему, которая после вступления в силу Договора стала неотъемлемой составной частью правовых систем государств-членов и нормы которой в своей повседневной деятельности должны применять их национальные суды». Таким образом, суд ЕС зафиксировал, что все национальные суды должны подчиняться общеевропейским правовым нормам. В своих решениях Европейский суд руководствуется порой национальными интересами. Например, в 2004 году в деле «Omega Spielhallen» Европейский суд посчитал, что запрет боннской полицией электронных игр, симулирующих убийство людей, допустим и тот факт, что в других государствах-членах эти электронные игры были разрешены, не означает, что Германия нарушила учредительные договоры Евросоюза о свободе предоставления услуг.

## Отношение к Европейскому суду населения ЕС
Согласно опросу общественного мнения в мае 2013 года Европейскому суду доверяли 48 % европейцев. Наиболее высокий уровень доверия к Европейскому суду (более 68 % опрошенных) продемонстрировали тогда Германия, Дания и Швеция. Наиболее низкий уровень доверия к Европейскому суду (менее 38 % опрошенных) по данным того же исследования оказался у жителей Греции, Испании, Италии, Португалии, Великобритании и Кипра.